# Nimaima (kommun)
Nimaima är en kommun i Colombia.   Den ligger i departementet Cundinamarca, i den centrala delen av landet, 70 km nordväst om huvudstaden Bogotá. Antalet invånare är 5 523.